# ژئوتریکوم کاندیدوم
ژئوتریکوم کاندیدوم (نام علمی: Geotrichum candidum) نام یک گونه از سرده ژئوتریکوم است. برای انسان بیماری‌زا است و سبب ژئوتریکوز، عفونت نادر برونش، ریه، جلد و گاه دستگاه گوارش می‌شود.